# Mihai Ene
Mihai Ene (ur. 24 lipca 1960) – rumuński lekkoatleta specjalizujący się w trójskoku. 
Największy sukces w karierze osiągnął w 1979 r. w Bydgoszczy, zdobywając wynikiem 16,15 m brązowy medal mistrzostw Europy juniorów. W 1985 r. zdobył tytuł mistrza Rumunii.
Rekord życiowy: 17,00 – Bukareszt 12/07/1985